# برونو بارنابی
برونو بارنابی (انگلیسی: Bruno Barnabe، زاده ۳ آوریل ۱۹۰۵- درگذشته ژوئن ۱۹۹۸) بازیگر اهل انگلستان بوده است.
وی بازیگر فیلم‌هایی همچون رسالت بوده است.